# 이반 체르냐홉스키

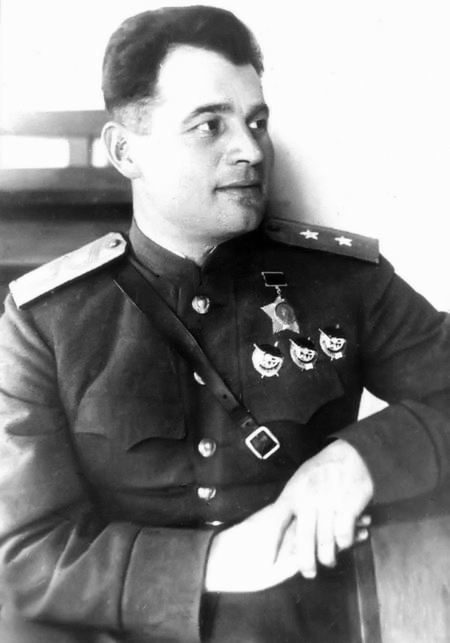
이반 체르냐홉스키(1943년)

이반 다닐로비치 체르냐홉스키(러시아어: Ива́н Дани́лович Черняхо́вский, 1906년 6월 29일 ~ 1945년 2월 18일)는 제2차 세계 대전에서 활약한 소련의 군인이다. 대전 말기에는 육군대장까지 승진했는데, 소련역사상 가장 젊은 나이에 그 계급에 올랐다. 바르바로사 작전이 시작될 때는 영관급에 불과했으나, 눈부신 전공을 세워 1942년 37세에 장군이 되었고 쿠르스크 전투를 비롯한 여러 전투에서 대활약을 하여 대장까지 승진, 일약 상관이었던 로코소프스키의 반열의 전선군 사령관이 되었다. 1945년 베를린으로 진격하던 중 동프로이센의 쾨니히스베르크(현재 칼리닌그라드)에서 전사하였다.